# Jan I. z Dreux
Jan I. z Dreux (1215 – 1249, Nikósie) byl hrabě z Dreux a Braine, věrný rytíř krále Ludvíka IX. a účastník kruciáty.

## ŽIvot
Narodil se jako prvorozený syn hraběte Roberta z Dreux. Roku 1234 zdědil po otci obě hrabství a o šest let později se oženil s Marií, dcerou Archambauda Bourbonského.
Byl věrným rytířem Ludvíka IX., byl jím pasován roku 1241, bojoval s ním v bitvě u Poitou, u Taillebourgu a následoval jej i na křížové výpravě. Zemřel na Kypru, jeho tělo bylo pohřbeno v místní katedrále a srdce přeneseno do rodové nekropole v klášteře Braine.